# Kanton Oulchy-le-Château
Der Kanton Oulchy-le-Château war von 1790 bis 2015 ein französischer Wahlkreis im Arrondissement Soissons, im Département Aisne und in der Region Picardie; sein Hauptort war Oulchy-le-Château. Die landesweiten Änderungen in der Zusammensetzung der Kantone brachten zum März 2015 seine Auflösung.
Der Kanton Oulchy-le-Château war 231,76 km² groß und hatte 5715 Einwohner (Stand: 2012).

## Gemeinden
Der Kanton bestand aus 26 Gemeinden:
| Gemeinde              | Einwohner | Code postal | Code Insee |
| --------------------- | --------- | ----------- | ---------- |
| Ambrief               | 84        | 2200        | 02012      |
| Arcy-Sainte-Restitue  | 369       | 2130        | 02022      |
| Beugneux              | 83        | 2210        | 02082      |
| Billy-sur-Ourcq       | 201       | 2210        | 02090      |
| Breny                 | 238       | 2210        | 02121      |
| Buzancy               | 169       | 2200        | 02138      |
| Chacrise              | 339       | 2200        | 02154      |
| Chaudun               | 282       | 2200        | 02172      |
| Cramaille             | 102       | 2130        | 02233      |
| Cuiry-Housse          | 110       | 2220        | 02249      |
| Droizy                | 79        | 2210        | 02272      |
| Hartennes-et-Taux     | 359       | 2210        | 02372      |
| Launoy                | 69        | 2210        | 02412      |
| Maast-et-Violaine     | 155       | 2220        | 02447      |
| Montgru-Saint-Hilaire | 40        | 2210        | 02507      |
| Muret-et-Crouttes     | 100       | 2210        | 02533      |
| Nampteuil-sous-Muret  | 76        | 2200        | 02536      |
| Oulchy-la-Ville       | 126       | 2210        | 02579      |
| Oulchy-le-Château     | 849       | 2210        | 02580      |
| Parcy-et-Tigny        | 243       | 2210        | 02585      |
| Le Plessier-Huleu     | 77        | 2210        | 02606      |
| Rozières-sur-Crise    | 261       | 2200        | 02663      |
| Grand-Rozoy           | 258       | 2210        | 02665      |
| Saint-Rémy-Blanzy     | 203       | 2210        | 02693      |
| Vierzy                | 386       | 2210        | 02799      |
| Villemontoire         | 210       | 2210        | 02804      |

## Einwohner
| Bevölkerungsentwicklung | Bevölkerungsentwicklung |
| Jahr                    | Einwohner               |
| ----------------------- | ----------------------- |
| 1962                    | 4964                    |
| 1968                    | 5562                    |
| 1975                    | 5052                    |
| 1982                    | 5042                    |
| 1990                    | 5347                    |
| 1999                    | 5468                    |
| 2006                    | 5654                    |
| 2011                    | 5704                    |

## Politik
| Vertreter im conseil général des Départements | Vertreter im conseil général des Départements | Vertreter im conseil général des Départements |
| Amtszeit                                      | Name                                          | Partei                                        |
| --------------------------------------------- | --------------------------------------------- | --------------------------------------------- |
| 2001–2008                                     | Hervé Muzart                                  | UDF                                           |
| 2008–2015                                     | Hervé Muzart                                  | UMP                                           |